# Rickettsia rickettsii
Rickettsia rickettsii é uma bactéria presente principalmente no carrapato-estrela , certos tipos de piolho e pulga. Ela é responsável pela febre maculosa, este microorganismo desenvolve e multiplica-se no corpo de vítima, e em poucos dias levando-a à morte. Não são visualizados claramente em esfregaços corados pelo método de Gram. Método imunológico de detecção. O carrapato Dermacentor é o reservatório. A picada do carrapato é a forma de transmissão da doença.